# Matías Vega Guerra
Matías Vega Guerra (Las Palmas de Gran Canaria, 25 de juliol 1905 -10 de juliol de 1989) fou un advocat i polític canari, governador civil de Barcelona.

## Biografia
Es llicencià en dret a la Universitat de Granada, el 1928 es va afiliar al Partit Liberal i després al Partit Agrari de José Mesa y López, i treballà com a procurador als tribunals, però el 1933 s'afilià a Izquierda Republicana i treballà com a secretari de l'Editorial Canaria, que editava el diari Hoy. Quan esclatà la guerra civil espanyola era membre del Cos Jurídic Militar i es va afiliar a Falange Española. De 1945 a 1960 fou nomenat president del Cabildo de Gran Canària, càrrec des del qual va millorar les instal·lacions de l'aeroport de Gando i la xarxa de carreteres, creà una escola d'hostaleria, l'Arxiu Històric Provincial, l'Instituto de Medicina Regional i una Granja Agrícola Experimental. També fou degà del Col·legi d'Advocats de Las Palmas.
Posteriorment fou nomenat governador civil de Barcelona (1960-1962), càrrec des del que va mantenir contactes amb els exiliats; també fou ambaixador espanyol a Veneçuela i Trinitat i Tobago (1962-1970), i president de la Junta d'Obres del Port de Las Palmas fins al 1976.